# USS Putnam (DD-287)
Za druga plovila z istim imenom glejte USS Putnam.
USS Putnam (DD-287) je bil rušilec razreda Clemson v sestavi Vojne mornarice Združenih držav Amerike.
Rušilec je bil poimenovan po pomorskem častniku Charlesu Flintu Putnamu.

## Zgodovina
V skladu s Londonskim sporazumom o pomorski razorožitvi je bil rušilec 22. oktobra 1930 izvzet iz aktivne službe in 17. januarja 1931 prodan za razrez.